# Kánaániták
A kánaániták Palesztina régiójában, az izraeliták bevándorlása előtti, főleg szemita eredetű őslakosság gyakran összefoglaló megnevezése.
Ők nem alkottak egységes etnikumot, hanem számos, egymással rokon népcsoport és törzs kötelékét.
Amikor az izraeliták megkezdték a honfoglalásukat, Kánaán sok városállamból, vagyis kisebb királyságokból állt, de némi összetartás is mutatkozott a városállamok között. Az izraeliták azt találták, hogy Kánaán gyümölcsökben gazdag vidék, és nagyobb települései jól megerősített városok.
A filiszteusokat - akik nagyjából az izraelitákkal egy időben érkeztek Palesztina területére - nem a kánaánita népek között tartják számon, de Palesztina róluk kapta a nevét.

## Kánaánita népek
A kánaáni népek listája hosszabb és rövidebb változatokban maradtak ránk, a legtöbb név megtalálható a népek táblázatában, Mózes első könyvében 10. rész 15-19. versében.
- Amoriták (amurruk, emóriak, emoreusok)
- Girgásiak (girgazeusok, girgasiták). Nevük csak néhány listában és föníciai feliratokon szerepel.
- Hettiták
- Hivveusok (hivviek, hivviták). Palesztína közepén éltek Gibeon[2] és Szikem[3] környékén, továbbá a Hermon-hegy lábánál[4]
- Jebúsziak (jebusiak, jebuzeusok, jebusziták). Jeruzsálem városának és környékének őslakói. Ezékiel könyve szerint a hettitáktól és az emoreusoktól származtak.[5]
- Kadmóniak. Róluk csak Mózes első könyvében történik említés[6] nevük egyszerűen csak a Kelet embereit jelentheti
- Kenizziek (kenizeusok). Edomita nemzetség, amely később Júda törzséhez csatlakozott.
- Kéniek. Az izraelitákkal rokon midiánita törzs.
- Perizziek (perizeusok, periziták). Más népekkel együtt a Közép-Palesztinai hegyvidék lakosait nevezték így.
- Refáiak (refeusok). Egy óriás termetű emoreus törzs neve, amely a Jordántól és a Kineret-tótól keletre elterülő Básán őslakossága lehetett.[7]

## Kultusz
Kultúrájukhoz tartozott a sokistenhit, a démonhit, a kövek és fák tisztelete; források, állatok, mezei istenségek, a különböző istenek kultusza. Isteneik közül Baál volt a legfőbb de Astarté Aséra és Anát nevű istennőket, továbbá Samast, a napistent és Baál atyját, Él-t is tisztelték. Minden városnak megvolt a maga védelmezője.
A nekik bemutatott imádattal időnként együtt járt a templomi prostituáltak szolgálata
A vallási szertartásaik szinte az orgiasztikus megnyilvánulásokig fajultak. Esetenként az isteneknek bemutatott gyermekáldozattól sem riadtak vissza.
A zsidó szakrális táncok szokása ugyancsak ezekre a szertartásokra vezethető vissza. Amikor a fiatal Dávid ugrált és táncolt a frigyláda előtt feleségének, Mikhálnak az ellenszenve feltehetőleg részben az idegen kultusz ellen is szólt.
Mivel a kánaánita istenek a jó termést és a termékenységet is szimbolizálták, vonzónak tűntek az izraelitáknak is. 
Az Ótestamentum leírása szerint a kánaánita kultuszok hatottak a betelepülő izraeliták életére. Ezekkel a helyi, pogány szokásokkal a zsidó papság állandó harcban állt.
Az izraeliták átvették az őslakosság aratási és szüreti ünnepeit is.